# Kompleks Startowy nr 2 kosmodromu Cape Canaveral Air Force Station
Kompleks startowy nr 2 (LC-2) – wycofana z użytku platforma startowa United States Air Force na wschodnim krańcu przylądka Canaveral na Florydzie, na terenie kosmodromu Cape Canaveral Air Force Station. Został on zbudowany wraz z kompleksami 1, 3, i 4, na początku lat 50. XX wieku na potrzeby programu rakietowego Snark.
Pierwszym startem z tej platformy był testowy lot rakiety Snark, który odbył się 18 lutego 1954 roku. Kompleks był wykorzystany do programu Snark do 1960 roku, a następnie był wykorzystany jako lądowisko dla helikopterów w programie Mercury. Następnie był używany w latach 80. do wypuszczania balonów meteorologicznych.